# Plakobranchus ocellatus
Plakobranchus ocellatus is een slakkensoort uit de familie van de Plakobranchidae. De wetenschappelijke naam van de soort werd voor het eerst geldig gepubliceerd in 1824 door Johan Coenraad van Hasselt.